# Robert Devereux, 3. hrabě z Essexu
Robert Devereux, 3. hrabě z Essexu (11. ledna 1591 – 14. září 1646) byl anglickým poslancem a vojákem v první polovině 17. století. S počátkem anglické občanské války v roce 1642 se stal prvním kapitánem a hlavním velitelem parlamentní armády, která byla známá také jako kulatohlavci (Roundheads). Nebyl příliš schopný vojevůdce, nedosáhl rozhodujícího úderu proti královské armádě krále Karla I. Stuarta. Nakonec byl zastíněn vzestupem Olivera Cromwella a Thomase Fairfaxe. Své vzdělání dokončil v roce 1605 na Eton College a Merton College v Oxfordu. V roce 1646 byl Cromwellem ze své funkce odvolán.

## Život

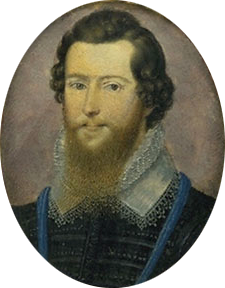
Isaac Oliver: Otec 3. hraběte z Essexu, Robert Devereux, 2. hrabě z Essex, asi 1597

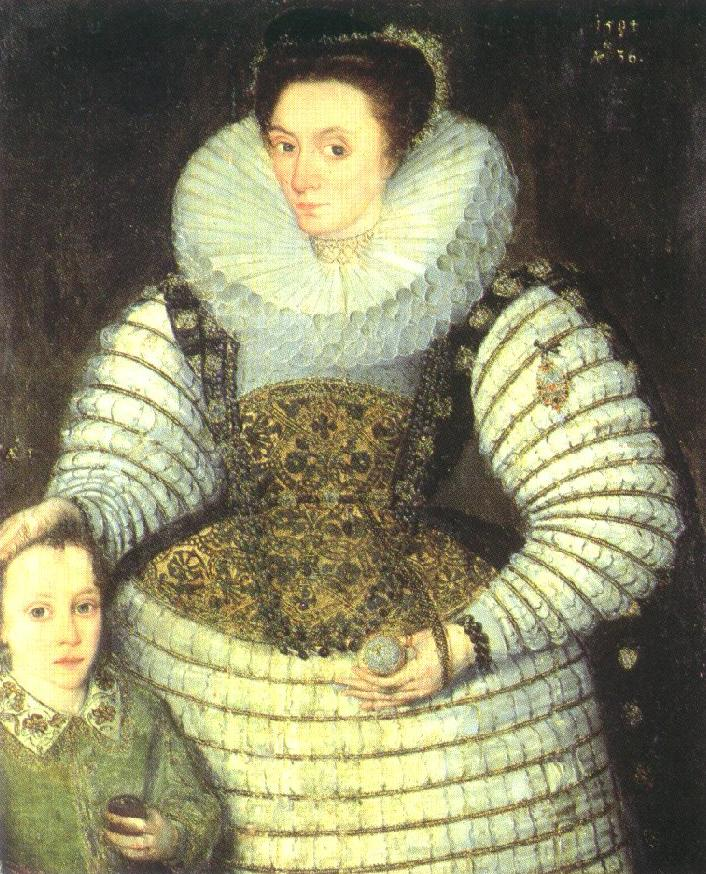
Robert Peake starší: Robert Devereux jako dítě se svou matkou Frances Walsingham, hraběnkou z Essexu, 1594

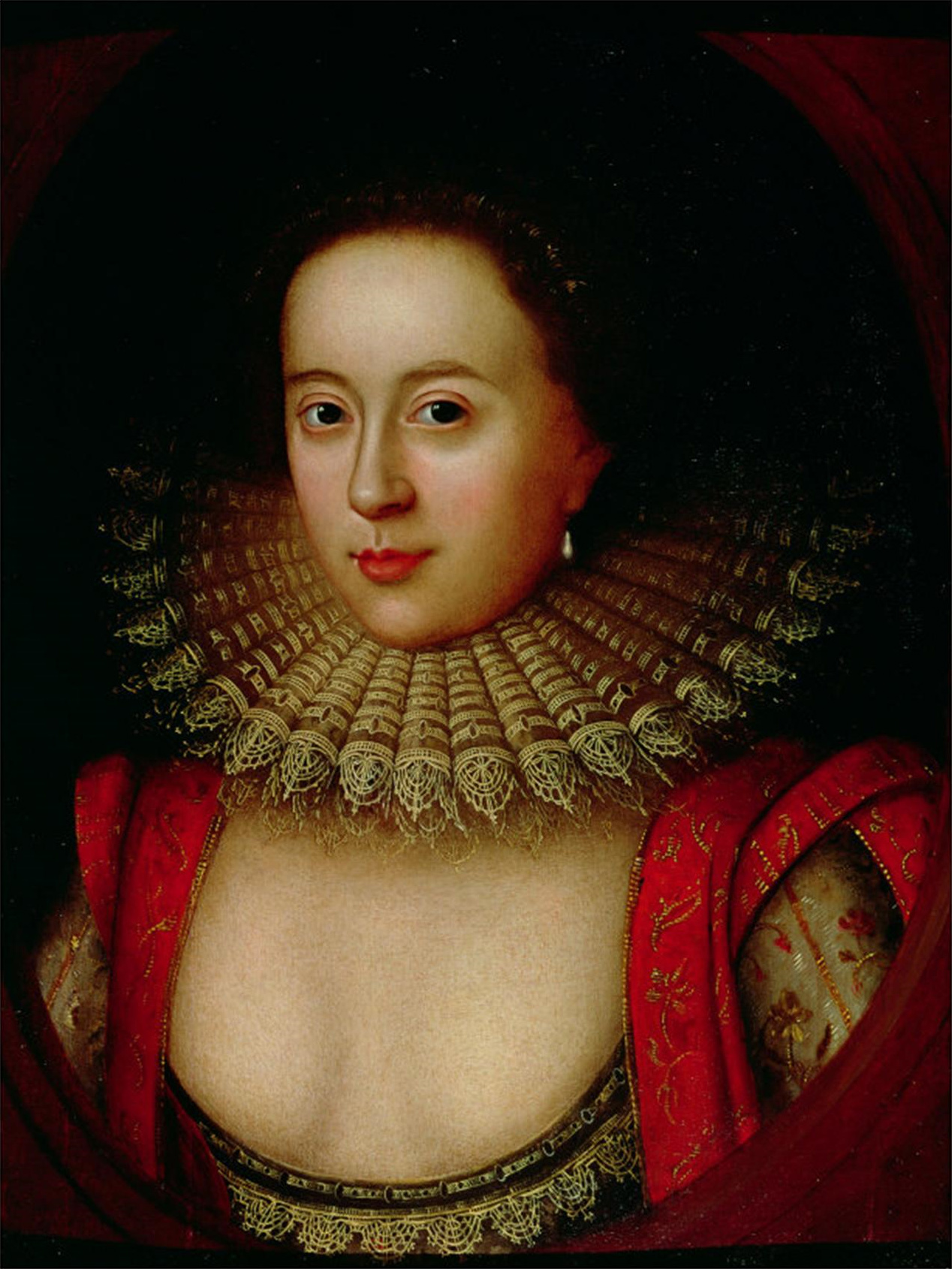
William Larkin: Frances Howard, hraběnka ze Somersetu, 1615

Robert Devereux byl synem a dědicem Roberta Devereuxe, 2. hraběte z Essexu. Stal se dvořanem a vojákem z pozdější doby vlády královny Alžběty I. Jeho matka byla Frances Walsingham (1569–1631), jediná dcera sira Francise Walsinghama, jenž pracoval pro Alžbětu I. jako špion. Narodil se v domě své babičky, lady Walsingham, v Seething Lane v Londýně.
Byl absolventem vysoké školy Eton College poblíž Windsoru a Merton College v Oxfordu. V roce 1601 vedl neúspěšnou vzpouru proti Alžbětě I. a byl popraven. Rodina tak ztratila svůj titul. Avšak Jakub I. poté, co se stal anglickým králem se rozhodl rodině titul vrátit. V roce 1604 se Robert Devereux stal 3. hrabětem z Essexu. Mladý hrabě se stal blízkým přítelem Jindřicha Frederika Stuarta, prince z Walesu, který byl o tři roky mladší než Robert.
Ve věku třinácti let se Robert Devereux oženil se čtrnáctiletou Frances Carr, hraběnkou ze Somersetu, rozenou Frances Howard. Ta byla ústřední postavou ve slavném skandálnu, kdy byli oba obviněni z vraždy básníka Thomase Overburyho. Byla shledána vinnou, přesto byla ušetřena popravy a nakonec jí byl trest králem prominut a hraběnka byla propuštěna z londýnského Toweru počátkem roku 1622. Robert Devereux byl mezi roky 1607 až 1609 poslán na cesty po Evropě, zřejmě aniž došlo ke konzumaci manželství. Mezitím jeho manželka navázala vztah s oblíbencem krále Jakuba I., Robertem Carrem, 1. hrabětem ze Somersetu. Po návratu Roberta do Anglie se Frances snažila o zneplatnění sňatku na základě impotence jejího manžela. Oproti tomu Robert Devereux prohlašoval, že je impotentní pouze s ní a je dokonale schopen sexu s jinými ženami. Dodal, že Frances "ho hanobila, odmrštila ho, označila jej za dobytek, zbabělce a zvíře." Rozvod byl veřejnou podívanou a Devereux byl všem pro smích. Malou útěchou mu bylo, že Frances byla lékařsky prohlédnuta a podle zjištění byla stále panna (což byl nejspíše podvod, o kterém se s posměchem šeptalo). Načež se jí dostalo stejného posměchu jako Essexovi. Zrušení manželství bylo uděleno dne 25. září 1613 a Frances Howard se provdala za svého milence, Roberta Carra, který se dne 26. prosince 1613 stal 1. hrabětem z Somersetu. O tři roky později byli manželé obviněni z účasti na vraždě sira Thomase Overburyho. Essex seděl jako porotce u soudu své bývalé manželky a tlačil na krále, aby Frances odsoudil k trestu smrti oběšením. Ona i její manžel byli odsouzeni k smrti, ale trest nebyl nikdy proveden.
Dne 11. března 1630 se Essex oženil s Elizabeth Pawlett, dcerou sira Williama Pawletta z Edingtonu ve Wiltshire. Elizabeth byla představena u dvora poté co její otec zemřel, a ona jako nejstarší neprovdaná dcera byla nucena urychleně se provdat, aby zlepšila rodinné vyhlídky. Essex se vrátil z vojenské služby na kontinentu, a byl také nucen urychleně se oženit, aby zahladil ponížení z jeho prvního manželství. Toto manželství bylo také katastrofou a selhalo, i když ne s takovým veřejným skandálem. Rozešli se v roce 1631, hraběnka zůstala v Londýně, v Essexově domě na londýnském Strandu a Essex se odebral na své statky.
Z manželského svazku se narodil 5. listopadu 1636 jediný syn, jenž o měsíc později umřel na mor. Essex nejprve odmítl uznat potomka za vlastního, nicméně nakonec, i když neochotně, uznal otcovství. Jako otec byl velmi podezřelý Elizabethin údajný milenec, sir Thomas Uvedale (dle obvinění Williama Seymoura, 1. markýze z Hertfordu, hrabství Hertfordshire.) Seymour byl Robertovův švagr, pronajal si část Essex House v Londýně, a očekával, že dům zdědí, pokud Robert nezplodí dědice. Elizabeth toto obvinění o mnoho let později důrazně popřela. Objevila se úvaha, že Essex trpěl nedostatkem mužského hormonu, což vedlo k selhání v jeho prvním manželství a neprokázanému zplození dědice v jeho druhém manželství. Nicméně, portréty Essexe ukazují jeho bohatý plnovous, což tuto domněnku vyvrací. Měl také sklon k agresi vedoucí k hádkám a hrozbám duelů. Obě tyto charakteristiky jsou kontraindikující pro hypogonadismus.

## Vojenská kariéra Essexe 1620–1640
Mezi roky 1620 a 1624 sloužil Essex v protestantských armádách v Německu a v Nizozemí. Před vypuknutím první anglické občanské války se zdálo, že půjde o celkem bezvýznamnou vojenskou kariéru. V roce 1620 nastoupil do expedice sira Horace Vere, aby bránil území Svaté říše římské zvané Palatinát. V roce 1621 sloužil s princem Mauricem z Nassau, v roce 1622 s hrabětem Ernstem von Mansfeldem (bitva u Fleurus, 29. srpna 1622). V roce 1624 velel regimentu v neúspěšném snaze ukončit obléhání Bredy.
V roce 1625 se pod velením Sira Edwarda Cecila zúčastnil jako viceadmirál a plukovník pozemní armády neúspěšného tažení do Cádizu.
Navzdory neúspěchům mu toto období jeho života přineslo zkušenosti kontinentálních válečných metod a strategií, i když většina jeho zkušeností byla omezena pouze na obranné operace. Během první skotské války sloužil Essex v armádě Karla I. Stuarta, v druhé skotské válce v roce 1640 mu bylo upřeno velení.
Zklamání jej posouvalo stále více mezi rostoucí počet králových oponentů v parlamentu. V roce 1640 Karel I. svolal Short Parliament, a poté vládl bez parlamentu po dalších 11 let. Poté byl Karel I. nucen opět svolat parlament, potřeboval peníze na válku s povstalci ve Skotsku a Irsku.
Vztahy mezi parlamentem a králem se neustále zhoršovaly. Dne 23. října se situce vyhrotila, došlo k první bitvě anglické občanské války, k bitvě mezi royalisty, tedy Karlem I. a parlamentaristy prezentovanými oponenty monarchie. Bitva u Edgehill byla první bitvou, odehrála se 23. října 1642 nedaleko Edge Hill a Kinetonu v jižním Warwickshire. Nerozhodný výsledek neumožnil dosáhnout rychlého vítězství. Válka tak trvala ještě další čtyři roky.
Dne 12. listopadu se téhož roku se královská armáda pod vedením prince Ruprechta Falckého zapojila do svého prvního velkého útoku v přípravě na pochod do Londýna. Malá parlamentní posádka utrpěla těžké ztráty v bitvě u Brentfordu. Královští začali město zabírat, což pozvedlo v Londýně náladu proti královské okupaci. 13. listopadu Essex dokázal shromáždit 24 000 mužů pro bitvu u Turnham Green. Karel I., Stuart, jehož síly byly mnohem slabší, se boje nezúčastnil. Jeho armáda ustoupila jen s několika výstřely. Koncem roku 1642 se karta obrátila, Essexovy síly byly slabší než síly royalistů. Po dlouhé zimní přestávce Essexova armáda po desetidenním obléhání dne 26. dubna 1643 obsadila Reading. Postup ke královské základně v Oxfordu byl přesto pomalý. Někteří začali zpochybňovat ochotu Essexe vést parlamentaristy k vítězství v rozvíjející se občanské válce. Výkon jeho armády v roce 1643 byl ve srovnání se vzestupem východní asociace nedůrazný a kolísavý. Východní asociace byla aliancí pro-parlamentních militantů z Essexu, Hertfordshire, Norfolku, Suffolku, Cambridgeshiru, Huntingdonshiru a Lincolnshiru pod velením Edwarda Montagu, 2. hraběte z Manchesteru. Jeden z jejich velitelů kavalérie byl Oliver Cromwell. Východní asociace se v roce 1643 stala impozantní bojovou silou, a to z velké části díky Cromwellově pluku, který se stal známým jako Ironsides. Přesto byl rok 1643 byl dobrým rokem pro Essexovu armádu. Ve své hvězdné hodině, 20. září, vyrazily Essexovy síly jako silnější strana v první bitvě u Newbury. Navzdory tomu, že nezískali rozhodné vítězství, parlamentariáni byli nuceni nechat royalisty vystoupit do Oxfordu. To dalo parlamentní armádě jasnou volbu mezi cestu na Reading nebo na Londýn. Rok 1644 se ukázal jako rok obratu v první anglické občanské válce. V únoru byla konsolidována aliance se Skoty vytvořením Výboru obou království (Committee of Both Kingdoms) do kterého byl jmenován také Essex. Ten nahradil stávající Výbor pro bezpečnost (Committee of Safety). Smrt poslance Johna Pyma v prosinci 1643 vedla k zániku střední skupiny a Essexe také zbavila klíčového spojence v poslanecké sněmovně. Konfrontace mezi oběma stranami se stala nevyhnutelnou. Dne 2. července 1644 velitelé parlamentariánů lord Fairfax, lord Leven a hrabě z Manchesteru porazili královské síly v bitvě u Marston Moor, ve které Cromwellovi síly významně přispěly k vítězství. Začátkem konce Essexovy vojenské kariéry se stala druhá bitva u Newbury. Jeho armáda se 27. října zúčastnila této bitvy, ale hrabě sám byl nemocný a zůstal v Readingu. Cromwell, který se nyní, po svých vojenských vítězstvích a po smrti Hampdena a Pyma stal nejvýznamnějším členem poslanecké sněmovny, byl jeho chováním zaskočen a frustrován. Cromwell se zapletl do konfliktu s hrabětem z Manchesteru, který byl stále jeho nadřízeným důstojníkem ve východní asociaci. Essex a Manchester se přikláněli k uzavření příměří, zatímco Cromwel byl zastáncem pokračování v boji proti králi. Po měsících parlamentních dohadů mezi Manchesterem a Cromwellem byla scéna nastavena na konflikt.
Dne 19. prosince 1644 poslanecká sněmovna schválila vyhlášku, navrhující aby všichni členové Dolní komory (House of Commons) a Sněmovny lordů (House of Lords) byli vyloučeni z výkonu vojenské služby. Návrh byl sněmovnou lordů odmítnut 13. ledna 1645. Nicméně 21. ledna Dolní komora schválila upravenou verzi vyhlášky, která navrhovala vytvořit jednotnou parlamentní armádu. Tato verze byla schválena lordy 15. února. Během měsíce probíhala jednání mezi oběma komorami o tom, kdo této armádě bude velet. Dne 2. dubna Essex a Manchester ustoupili a rezignovali na své pozice. Druhý den schválila Sněmovna lordů revidovanou vyhlášku, jenž souhlasila s vyloučením členů parlamentu z armády ale neodmítala možnost jejich budoucího jmenování. Přestože měl Essex v parlamentu ještě mnoho příznivců, měl také dostatek oponentů, což zabránilo jeho znovuzvolení do funkce vojenského velitele. Tyto reformy vedly k vytvoření nového modelu armády vedené sirem Thomasem Fairfaxem, synem vítězného lorda Fairfaxe v bitvě u Marston Moor. Cromwell byl rychle jmenován na místo generálního poručíka, druhého velitele armády.

## Smrt a pohřeb
Po zbytek svých dnů byl Essex spojen s rozvíjející se presbyteriální frakcí v parlamentu. Jedním z jeho posledních politických bojů bylo zapojení se do plánu vybudování západní asociace Edwarda Masseyho do armády schopné vyvážit nový model armády. Massey byl jedním z mála parlamentních velitelů, který si ponechal nezávislou pozici, když se zformoval nový model armády. Tento plán však selhal, když parlament v říjnu 1646 rozpustil Masseyovu armádu.
V roce 1645 dostal Essex Somerhill House, dům poblíž Tonbridge v Kentu, který byl zabaven parlamentem jeho bratrovi Ulicka Burkeho, 5. markýze z Clanricarde, po bitvě u Naseby. Dne 1. prosince tohoto roku parlament hlasoval pro udělení Essexovi titul vévody, ale návrh neprošel.
Hrabě z Essexu zemřel v září 1646 bez dědice. Po lovu v lese u Windsoru dostal mrtvici. Zemřel po čtyřech dnech v Londýně v Essex House ve věku pětapadesáti let. Jeho smrt nejen oslabila frakci presbyteriánů v parlamentu, ale také byla počátkem konce vlivu šlechticů, kteří podporovali parlament. Jeho smrt způsobila velký smutek. Parlament přispěl na úhradu jeho pohřbu 5 000 liber a byl pohřben ve Westminsterském opatství. Pro tuto příležitost bylo opatství pokryto černým suknem od podlahy ke stropu a hrabě byl oblečen v šarlatových kalhotách, vojenském kabátě a jeho parlamentní oděv byl vystaven pod katafalkem navrženým architektem Inigo Jonesem.